# Großer Preis von Katalonien (Motorrad)

Streckengrafik des Circuit de Barcelona-Catalunya

Der Große Preis von Katalonien für Motorräder ist ein Motorrad-Rennen, das seit 1996 ausgetragen wird und seitdem zur Motorrad-Weltmeisterschaft zählt. Er findet auf dem Circuit de Barcelona-Catalunya in Montmeló nahe Barcelona statt.

## Statistik
| Auflage | Jahr | Strecke   | Klasse           | Sieger                       | Zweiter                       | Dritter                          | Pole-Position                  | Schn. Rennrunde              |
| ------- | ---- | --------- | ---------------- | ---------------------------- | ----------------------------- | -------------------------------- | ------------------------------ | ---------------------------- |
| 1       | 1996 | Barcelona | 125 cm³          | Tomomi Manako (Honda)        | Garry McCoy (Aprilia)         | Kazuto Sakata (Aprilia)          | Yōichi Ui (Yamaha)             | Tomomi Manako (Honda)        |
| 1       | 1996 | Barcelona | 250 cm³          | Max Biaggi (Aprilia)         | Olivier Jacque (Honda)        | Ralf Waldmann (Honda)            | Max Biaggi (Aprilia)           | Max Biaggi (Aprilia)         |
| 1       | 1996 | Barcelona | 500 cm³          | Carlos Checa (Honda)         | Mick Doohan (Honda)           | Àlex Crivillé (Honda)            | Mick Doohan (Honda)            | Carlos Checa (Honda)         |
|         |      |           |                  |                              |                               |                                  |                                |                              |
| 2       | 1997 | Barcelona | 125 cm³          | Valentino Rossi (Aprilia)    | Kazuto Sakata (Aprilia)       | Noboru Ueda (Honda)              | Kazuto Sakata (Aprilia)        | Kazuto Sakata (Aprilia)      |
| 2       | 1997 | Barcelona | 250 cm³          | Ralf Waldmann (Honda)        | Max Biaggi (Honda)            | Tōru Ukawa (Honda)               | Ralf Waldmann (Honda)          | Ralf Waldmann (Honda)        |
| 2       | 1997 | Barcelona | 500 cm³          | Mick Doohan (Honda)          | Carlos Checa (Honda)          | Àlex Crivillé (Honda)            | Mick Doohan (Honda)            | Mick Doohan (Honda)          |
|         |      |           |                  |                              |                               |                                  |                                |                              |
| 3       | 1998 | Barcelona | 125 cm³          | Tomomi Manako (Honda)        | Mirko Giansanti (Honda)       | Masao Azuma (Honda)              | Roberto Locatelli (Honda)      | Mirko Giansanti (Honda)      |
| 3       | 1998 | Barcelona | 250 cm³          | Valentino Rossi (Aprilia)    | Tetsuya Harada (Aprilia)      | Loris Capirossi (Aprilia)        | Loris Capirossi (Aprilia)      | Valentino Rossi (Aprilia)    |
| 3       | 1998 | Barcelona | 500 cm³          | Mick Doohan (Honda)          | Tadayuki Okada (Honda)        | Norick Abe (Yamaha)              | Àlex Crivillé (Honda)          | Alex Barros (Honda)          |
|         |      |           |                  |                              |                               |                                  |                                |                              |
| 4       | 1999 | Barcelona | 125 cm³          | Arnaud Vincent (Aprilia)     | Emilio Alzamora (Honda)       | Marco Melandri (Honda)           | Roberto Locatelli (Aprilia)    | Noboru Ueda (Honda)          |
| 4       | 1999 | Barcelona | 250 cm³          | Valentino Rossi (Aprilia)    | Tōru Ukawa (Honda)            | Franco Battaini (Aprilia)        | Tōru Ukawa (Honda)             | Valentino Rossi (Aprilia)    |
| 4       | 1999 | Barcelona | 500 cm³          | Àlex Crivillé (Honda)        | Tadayuki Okada (Honda)        | Sete Gibernau (Honda)            | J. v. d. Goorbergh (MuZ-Weber) | Sete Gibernau (Honda)        |
|         |      |           |                  |                              |                               |                                  |                                |                              |
| 5       | 2000 | Barcelona | 125 cm³          | Simone Sanna (Aprilia)       | Masao Azuma (Honda)           | Gino Borsoi (Aprilia)            | Roberto Locatelli (Aprilia)    | Pablo Nieto (Derbi)          |
| 5       | 2000 | Barcelona | 250 cm³          | Olivier Jacque (Yamaha)      | Tōru Ukawa (Honda)            | Shin’ya Nakano (Yamaha)          | Shin’ya Nakano (Yamaha)        | Jay Vincent (Aprilia)        |
| 5       | 2000 | Barcelona | 500 cm³          | Kenny Roberts jr. (Suzuki)   | Norick Abe (Yamaha)           | Valentino Rossi (Honda)          | Alex Barros (Honda)            | Alex Barros (Honda)          |
|         |      |           |                  |                              |                               |                                  |                                |                              |
| 6       | 2001 | Barcelona | 125 cm³          | Lucio Cecchinello (Aprilia)  | Toni Elías (Honda)            | Manuel Poggiali (Gilera)         | Lucio Cecchinello (Aprilia)    | Stefano Perugini (Italjet)   |
| 6       | 2001 | Barcelona | 250 cm³          | Daijirō Katō (Honda)         | Tetsuya Harada (Aprilia)      | Roberto Rolfo (Aprilia)          | Daijirō Katō (Honda)           | Daijirō Katō (Honda)         |
| 6       | 2001 | Barcelona | 500 cm³          | Valentino Rossi (Honda)      | Max Biaggi (Yamaha)           | Loris Capirossi (Honda)          | Valentino Rossi (Honda)        | Valentino Rossi (Honda)      |
|         |      |           |                  |                              |                               |                                  |                                |                              |
| 7       | 2002 | Barcelona | 125 cm³          | Manuel Poggiali (Gilera)     | Dani Pedrosa (Honda)          | Steve Jenkner (Aprilia)          | Manuel Poggiali (Gilera)       | Yōichi Ui (Derbi)            |
| 7       | 2002 | Barcelona | 250 cm³          | Marco Melandri (Aprilia)     | Roberto Rolfo (Honda)         | Fonsi Nieto (Aprilia)            | Fonsi Nieto (Aprilia)          | Franco Battaini (Aprilia)    |
| 7       | 2002 | Barcelona | MotoGP           | Valentino Rossi (Honda)      | Tōru Ukawa (Honda)            | Carlos Checa (Yamaha)            | Max Biaggi (Yamaha)            | Valentino Rossi (Honda)      |
|         |      |           |                  |                              |                               |                                  |                                |                              |
| 8       | 2003 | Barcelona | 125 cm³          | Dani Pedrosa (Honda)         | Thomas Lüthi (Honda)          | Alex De Angelis (Aprilia)        | Pablo Nieto (Aprilia)          | Casey Stoner (Aprilia)       |
| 8       | 2003 | Barcelona | 250 cm³          | Randy De Puniet (Aprilia)    | Fonsi Nieto (Aprilia)         | Anthony West (Aprilia)           | Randy De Puniet (Aprilia)      | Manuel Poggiali (Aprilia)    |
| 8       | 2003 | Barcelona | MotoGP           | Loris Capirossi (Ducati)     | Valentino Rossi (Honda)       | Sete Gibernau (Honda)            | Valentino Rossi (Honda)        | Valentino Rossi (Honda)      |
|         |      |           |                  |                              |                               |                                  |                                |                              |
| 9       | 2004 | Barcelona | 125 cm³          | Héctor Barberá (Aprilia)     | Andrea Dovizioso (Honda)      | Pablo Nieto (Aprilia)            | Jorge Lorenzo (Derbi)          | Héctor Barberá (Aprilia)     |
| 9       | 2004 | Barcelona | 250 cm³          | Randy De Puniet (Aprilia)    | Dani Pedrosa (Honda)          | Toni Elías (Honda)               | Randy De Puniet (Aprilia)      | Dani Pedrosa (Honda)         |
| 9       | 2004 | Barcelona | MotoGP           | Valentino Rossi (Yamaha)     | Sete Gibernau (Honda)         | Marco Melandri (Yamaha)          | Sete Gibernau (Honda)          | Sete Gibernau (Honda)        |
|         |      |           |                  |                              |                               |                                  |                                |                              |
| 10      | 2005 | Barcelona | 125 cm³          | Mattia Pasini (Aprilia)      | Marco Simoncelli (Aprilia)    | Mika Kallio (KTM)                | Mika Kallio (KTM)              | Mika Kallio (KTM)            |
| 10      | 2005 | Barcelona | 250 cm³          | Dani Pedrosa (Honda)         | Casey Stoner (Aprilia)        | Andrea Dovizioso (Honda)         | Dani Pedrosa (Honda)           | Dani Pedrosa (Honda)         |
| 10      | 2005 | Barcelona | MotoGP           | Valentino Rossi (Yamaha)     | Sete Gibernau (Honda)         | Marco Melandri (Honda)           | Sete Gibernau (Honda)          | Valentino Rossi (Yamaha)     |
|         |      |           |                  |                              |                               |                                  |                                |                              |
| 11      | 2006 | Barcelona | 125 cm³          | Álvaro Bautista (Aprilia)    | Héctor Faubel (Aprilia)       | Sergio Gadea (Aprilia)           | Álvaro Bautista (Aprilia)      | Héctor Faubel (Aprilia)      |
| 11      | 2006 | Barcelona | 250 cm³          | Andrea Dovizioso (Honda)     | Jorge Lorenzo (Aprilia)       | Alex De Angelis (Aprilia)        | Andrea Dovizioso (Honda)       | Alex De Angelis (Aprilia)    |
| 11      | 2006 | Barcelona | MotoGP           | Valentino Rossi (Yamaha)     | Nicky Hayden (Honda)          | Kenny Roberts jr. (KR-Honda)     | Valentino Rossi (Yamaha)       | Nicky Hayden (Honda)         |
|         |      |           |                  |                              |                               |                                  |                                |                              |
| 12      | 2007 | Barcelona | 125 cm³          | Tomoyoshi Koyama (KTM)       | Gábor Talmácsi (Aprilia)      | Randy Krummenacher (KTM)         | Gábor Talmácsi (Aprilia)       | Randy Krummenacher (KTM)     |
| 12      | 2007 | Barcelona | 250 cm³          | Jorge Lorenzo (Aprilia)      | Alex De Angelis (Aprilia)     | Andrea Dovizioso (Honda)         | Jorge Lorenzo (Aprilia)        | Alex De Angelis (Aprilia)    |
| 12      | 2007 | Barcelona | MotoGP           | Casey Stoner (Ducati)        | Valentino Rossi (Yamaha)      | Dani Pedrosa (Honda)             | Valentino Rossi (Yamaha)       | John Hopkins (Suzuki)        |
|         |      |           |                  |                              |                               |                                  |                                |                              |
| 13      | 2008 | Barcelona | 125 cm³          | Mike Di Meglio (Derbi)       | Pol Espargaró (Derbi)         | Gábor Talmácsi (Aprilia)         | Pol Espargaró (Derbi)          | Joan Olivé (Derbi)           |
| 13      | 2008 | Barcelona | 250 cm³          | Marco Simoncelli (Gilera)    | Álvaro Bautista (Aprilia)     | Héctor Barberá (Aprilia)         | Álvaro Bautista (Aprilia)      | Álvaro Bautista (Aprilia)    |
| 13      | 2008 | Barcelona | MotoGP           | Dani Pedrosa (Honda)         | Valentino Rossi (Yamaha)      | Casey Stoner (Ducati)            | Casey Stoner (Ducati)          | Dani Pedrosa (Honda)         |
|         |      |           |                  |                              |                               |                                  |                                |                              |
| 14      | 2009 | Barcelona | 125 cm³          | Andrea Iannone (Aprilia)     | Nicolás Terol (Aprilia)       | Sergio Gadea (Aprilia)           | Julián Simón (Aprilia)         | Marc Márquez (KTM)           |
| 14      | 2009 | Barcelona | 250 cm³          | Álvaro Bautista (Aprilia)    | Hiroshi Aoyama (Honda)        | Héctor Barberá (Aprilia)         | Héctor Barberá (Aprilia)       | Álvaro Bautista (Aprilia)    |
| 14      | 2009 | Barcelona | MotoGP           | Valentino Rossi (Yamaha)     | Jorge Lorenzo (Yamaha)        | Casey Stoner (Ducati)            | Jorge Lorenzo (Yamaha)         | Casey Stoner (Ducati)        |
|         |      |           |                  |                              |                               |                                  |                                |                              |
| 15      | 2010 | Barcelona | 125 cm³          | Marc Márquez (Derbi)         | Bradley Smith (Aprilia)       | Pol Espargaró (Derbi)            | Marc Márquez (Derbi)           | Pol Espargaró (Derbi)        |
| 15      | 2010 | Barcelona | Moto2            | Yūki Takahashi (Tech 3)      | Thomas Lüthi (Moriwaki)       | Julián Simón (Suter)             | Andrea Iannone (Speed Up)      | Andrea Iannone (Speed Up)    |
| 15      | 2010 | Barcelona | MotoGP           | Jorge Lorenzo (Yamaha)       | Dani Pedrosa (Honda)          | Casey Stoner (Ducati)            | Jorge Lorenzo (Yamaha)         | Andrea Dovizioso (Honda)     |
|         |      |           |                  |                              |                               |                                  |                                |                              |
| 16      | 2011 | Barcelona | 125 cm³          | Nicolás Terol (Aprilia)      | Maverick Viñales (Aprilia)    | Jonas Folger (Aprilia)           | Nicolás Terol (Aprilia)        | Johann Zarco (Derbi)         |
| 16      | 2011 | Barcelona | Moto2            | Stefan Bradl (Kalex)         | Marc Márquez (Suter)          | Aleix Espargaró (Pons-Kalex)     | Stefan Bradl (Kalex)           | Bradley Smith (Tech 3)       |
| 16      | 2011 | Barcelona | MotoGP           | Casey Stoner (Honda)         | Jorge Lorenzo (Yamaha)        | Ben Spies (Yamaha)               | Marco Simoncelli (Honda)       | Casey Stoner (Honda)         |
|         |      |           |                  |                              |                               |                                  |                                |                              |
| 17      | 2012 | Barcelona | Moto3            | Maverick Viñales (FTR-Honda) | Sandro Cortese (KTM)          | Miguel Oliveira (Suter-Honda)    | Maverick Viñales (FTR-Honda)   | Álex Márquez (Suter-Honda)   |
| 17      | 2012 | Barcelona | Moto2            | Andrea Iannone (Speed Up)    | Thomas Lüthi (Suter)          | Esteve Rabat (Kalex)             | Marc Márquez (Suter)           | Thomas Lüthi (Suter)         |
| 17      | 2012 | Barcelona | MotoGP           | Jorge Lorenzo (Yamaha)       | Dani Pedrosa (Honda)          | Andrea Dovizioso (Yamaha)        | Casey Stoner (Honda)           | Jorge Lorenzo (Yamaha)       |
|         |      |           |                  |                              |                               |                                  |                                |                              |
| 18      | 2013 | Barcelona | Moto3            | Luis Salom (KTM)             | Álex Rins (KTM)               | Maverick Viñales (KTM)           | Luis Salom (KTM)               | Maverick Viñales (KTM)       |
| 18      | 2013 | Barcelona | Moto2            | Pol Espargaró (Kalex)        | Esteve Rabat (Kalex)          | Thomas Lüthi (Suter)             | Pol Espargaró (Kalex)          | Thomas Lüthi (Suter)         |
| 18      | 2013 | Barcelona | MotoGP           | Jorge Lorenzo (Yamaha)       | Dani Pedrosa (Honda)          | Marc Márquez (Honda)             | Dani Pedrosa (Honda)           | Marc Márquez (Honda)         |
|         |      |           |                  |                              |                               |                                  |                                |                              |
| 19      | 2014 | Barcelona | Moto3            | Álex Márquez (Honda)         | Enea Bastianini (KTM)         | Efrén Vázquez (Honda)            | Álex Márquez (Honda)           | John McPhee (Honda)          |
| 19      | 2014 | Barcelona | Moto2            | Esteve Rabat (Kalex)         | Maverick Viñales (Kalex)      | Johann Zarco (Caterham-Suter)    | Esteve Rabat (Kalex)           | Esteve Rabat (Kalex)         |
| 19      | 2014 | Barcelona | MotoGP           | Marc Márquez (Honda)         | Valentino Rossi (Yamaha)      | Dani Pedrosa (Honda)             | Dani Pedrosa (Honda)           | Marc Márquez (Honda)         |
|         |      |           |                  |                              |                               |                                  |                                |                              |
| 20      | 2015 | Barcelona | Moto3            | Danny Kent (Honda)           | Enea Bastianini (Honda)       | Efrén Vázquez (Honda)            | Enea Bastianini (Honda)        | Efrén Vázquez (Honda)        |
| 20      | 2015 | Barcelona | Moto2            | Johann Zarco (Kalex)         | Álex Rins (Kalex)             | Esteve Rabat (Kalex)             | Johann Zarco (Kalex)           | Álex Rins (Kalex)            |
| 20      | 2015 | Barcelona | MotoGP           | Jorge Lorenzo (Yamaha)       | Valentino Rossi (Yamaha)      | Dani Pedrosa (Honda)             | Aleix Espargaró (Suzuki)       | Marc Márquez (Honda)         |
|         |      |           |                  |                              |                               |                                  |                                |                              |
| 21      | 2016 | Barcelona | Moto3            | Jorge Navarro (Honda)        | Brad Binder (KTM)             | Enea Bastianini (Honda)          | Brad Binder (KTM)              | Romano Fenati (KTM)          |
| 21      | 2016 | Barcelona | Moto2            | Johann Zarco (Kalex)         | Álex Rins (Kalex)             | Takaaki Nakagami (Kalex)         | Johann Zarco (Kalex)           | Johann Zarco (Kalex)         |
| 21      | 2016 | Barcelona | MotoGP           | Valentino Rossi (Yamaha)     | Marc Márquez (Honda)          | Dani Pedrosa (Honda)             | Marc Márquez (Honda)           | Maverick Viñales (Suzuki)    |
|         |      |           |                  |                              |                               |                                  |                                |                              |
| 22      | 2017 | Barcelona | Moto3            | Joan Mir (Honda)             | Romano Fenati (Honda)         | Jorge Martín (Honda)             | Jorge Martín (Honda)           | Jorge Martín (Honda)         |
| 22      | 2017 | Barcelona | Moto2            | Álex Márquez (Kalex)         | Mattia Pasini (Kalex)         | Thomas Lüthi (Kalex)             | Álex Márquez (Kalex)           | Álex Márquez (Kalex)         |
| 22      | 2017 | Barcelona | MotoGP           | Andrea Dovizioso (Ducati)    | Marc Márquez (Honda)          | Dani Pedrosa (Honda)             | Dani Pedrosa (Honda)           | Jonas Folger (Yamaha)        |
|         |      |           |                  |                              |                               |                                  |                                |                              |
| 23      | 2018 | Barcelona | Moto3            | Enea Bastianini (Honda)      | Marco Bezzecchi (KTM)         | Gabriel Rodrigo (KTM)            | Enea Bastianini (Honda)        | Jaume Masiá (KTM)            |
| 23      | 2018 | Barcelona | Moto2            | Fabio Quartararo (Speed Up)  | Miguel Oliveira (KTM)         | Álex Márquez (Kalex)             | Fabio Quartararo (Speed Up)    | Fabio Quartararo (Speed Up)  |
| 23      | 2018 | Barcelona | MotoGP           | Jorge Lorenzo (Ducati)       | Marc Márquez (Honda)          | Valentino Rossi (Yamaha)         | Jorge Lorenzo (Ducati)         | Jorge Lorenzo (Ducati)       |
|         |      |           |                  |                              |                               |                                  |                                |                              |
| 24      | 2019 | Barcelona | Moto3            | Marcos Ramírez (Honda)       | Arón Canet (KTM)              | Celestino Vietti (KTM)           | Gabriel Rodrigo (Honda)        | Kaito Toba (Honda)           |
| 24      | 2019 | Barcelona | Moto2            | Álex Márquez (Kalex)         | Thomas Lüthi (Kalex)          | Jorge Navarro (Speed Up)         | Augusto Fernández (Kalex)      | Álex Márquez (Kalex)         |
| 24      | 2019 | Barcelona | MotoGP           | Marc Márquez (Honda)         | Fabio Quartararo (Yamaha)     | Danilo Petrucci (Ducati)         | Fabio Quartararo (Yamaha)      | Marc Márquez (Honda)         |
|         |      |           |                  |                              |                               |                                  |                                |                              |
| 24      | 2020 | Barcelona | Moto3            | Darryn Binder (KTM)          | Tony Arbolino (Honda)         | Dennis Foggia (Honda)            | Tony Arbolino (Honda)          | Romano Fenati (Husqvarna)    |
| 24      | 2020 | Barcelona | Moto2            | Luca Marini (Kalex)          | Sam Lowes (Kalex)             | Fabio Di Giannantonio (Speed Up) | Luca Marini (Kalex)            | Sam Lowes (Kalex)            |
| 24      | 2020 | Barcelona | MotoGP           | Fabio Quartararo (Yamaha)    | Joan Mir (Suzuki)             | Álex Rins (Suzuki)               | Franco Morbidelli (Yamaha)     | Fabio Quartararo (Yamaha)    |
|         |      |           |                  |                              |                               |                                  |                                |                              |
| 25      | 2021 | Barcelona | MotoE            | Miquel Pons (Energica)       | Dominique Aegerter (Energica) | Jordi Torres (Energica)          | Eric Granado (Energica)        | Eric Granado (Energica)      |
| 25      | 2021 | Barcelona | Moto3            | Sergio García (GasGas)       | Jeremy Alcoba (Honda)         | Deniz Öncü (KTM)                 | Tony Arbolino (Honda)          | Darryn Binder (Honda)        |
| 25      | 2021 | Barcelona | Moto2            | Remy Gardner (Kalex)         | Raúl Fernández (Kalex)        | Xavi Vierge (Kalex)              | Remy Gardner (Kalex)           | Raúl Fernández (Kalex)       |
| 25      | 2021 | Barcelona | MotoGP           | Miguel Oliveira (KTM)        | Johann Zarco (Ducati)         | Jack Miller (Ducati)             | Fabio Quartararo (Yamaha)      | Johann Zarco (Ducati)        |
|         |      |           |                  |                              |                               |                                  |                                |                              |
| 25      | 2022 | Barcelona | Moto3            | Izan Guevara (GasGas)        | David Muñoz (KTM)             | Tatsuki Suzuki (Honda)           | Dennis Foggia (Honda)          | Jaume Masiá (KTM)            |
| 25      | 2022 | Barcelona | Moto2            | Celestino Vietti (Kalex)     | Arón Canet (Kalex)            | Augusto Fernández (Kalex)        | Celestino Vietti (Kalex)       | Arón Canet (Kalex)           |
| 25      | 2022 | Barcelona | MotoGP           | Fabio Quartararo (Yamaha)    | Jorge Martín (Ducati)         | Johann Zarco (Ducati)            | Aleix Espargaró (Aprilia)      | Fabio Quartararo (Yamaha)    |
|         |      |           |                  |                              |                               |                                  |                                |                              |
| 26      | 2023 | Barcelona | Moto3            | David Alonso (GasGas)        | Jaume Masiá (Honda)           | José Antonio Rueda (KTM)         | Deniz Öncü (KTM)               | Daniel Holgado (KTM)         |
| 26      | 2023 | Barcelona | Moto2            | Jake Dixon (Kalex)           | Arón Canet (Kalex)            | Albert Arenas (Kalex)            | Jake Dixon (Kalex)             | Pedro Acosta (Kalex)         |
| 26      | 2023 | Barcelona | MotoGP           | Aleix Espargaró (Aprilia)    | Maverick Viñales (Aprilia)    | Jorge Martín (Ducati)            | Francesco Bagnaia (Ducati)     | Maverick Viñales (Aprilia)   |
|         |      |           |                  |                              |                               |                                  |                                |                              |
| 27      | 2024 | Barcelona | MotoE (Rennen 1) | Óscar Gutiérrez (Ducati)     | Eric Granado (Ducati)         | Kevin Zannoni (Ducati)           | Eric Granado (Ducati)          | Óscar Gutiérrez (Ducati)     |
| 27      | 2024 | Barcelona | MotoE (Rennen 2) | Kevin Zannoni (Ducati)       | Óscar Gutiérrez (Ducati)      | Alessandro Zaccone (Ducati)      | Eric Granado (Ducati)          | Óscar Gutiérrez (Ducati)     |
| 27      | 2024 | Barcelona | Moto3            | David Alonso (CFMoto)        | Iván Ortolá (KTM)             | José Antonio Rueda (KTM)         | Iván Ortolá (KTM)              | José Antonio Rueda (KTM)     |
| 27      | 2024 | Barcelona | Moto2            | Ai Ogura (Boscoscuro)        | Sergio García (Boscoscuro)    | Jake Dixon (Kalex)               | Sergio García (Boscoscuro)     | Fermín Aldeguer (Boscoscuro) |
| 27      | 2024 | Barcelona | MotoGP           | Francesco Bagnaia (Ducati)   | Jorge Martín (Ducati)         | Marc Márquez (Ducati)            | Aleix Espargaró (Aprilia)      | Pedro Acosta (KTM)           |

Rekordsieger Fahrer: Valentino Rossi (10)

### Liste der tödlich verunglückten Rennfahrer
| Fahrer     | Sterbedatum  | Klasse |
| ---------- | ------------ | ------ |
| Luis Salom | 3. Juni 2016 | Moto2  |

## Verweise